# Johannes Wichern

Johannes Wichern 1901

Johannes Wichern (im Zentrum hinter dem Tisch sitzend) im Kreise seiner Mitarbeiter

Johannes Wichern (* 23. September 1845 im Rauhen Haus in Horn bei Hamburg; † 14. September 1914 in Bad Kösen) war ein evangelischer Geistlicher und Direktor des Rauhen Hauses.

## Leben
Johannes Wichern studierte Theologie in Halle (Saale), Tübingen und Berlin, leitete einige Zeit die deutsche Schule auf dem Kapitol in Rom, wurde Domhilfsprediger in Berlin und am 1. April 1873 als Nachfolger seines Vaters, Johann Hinrich Wichern, Direktor des Rauhen Hauses.
Die 1886 zuerst von ihm geleiteten Informationskurse für Theologen über die verschiedenen Gebiete der Inneren Mission wurden in den meisten preußischen Provinzen ständige Einrichtungen. Im gleichen Jahr gründete er im Auftrag des Zentralkomitees der deutschen Vereine vom Roten Kreuz die „Genossenschaft freiwilliger Krankenpfleger im Kriege“.
Als er die Leitung des Rauhen Hauses aus gesundheitlichen Gründen aufgeben musste, ließ er sich in Bad Kösen nieder, wo er sich besonders für die 1892 gegründete Diakonissenstation einsetzte. Sein Nachfolger am Rauhen Haus wurde 1901 Martin Hennig.

## Werke
- Das Rauhe Haus und die Arbeitsfelder der Brüder des Rauhen Hauses 1833 bis 1883, eine Jubelgabe; Hamburg 1883
- Die freiwillige Pflege im Felde verwundeter und ertränkter Krieger durch die deutschen Vereine vom Roten Kreuz; Hamburg 1887
- Die Genossenschaft freiwilliger Krankenpfleger im Kriege; Berlin 1890
- Johann Hinrich Wichern und die Brüderanstalt des Rauhen Hauses; Hamburg 1892